# Палаццо Каносса
Палаццо Каносса (итал. Palazzo Canossa) — старинный дворец (итал. рalazzo), расположенный в центре Вероны, северная Италия, область Венето, на улице Корсо Кавур в Вероне, строительство которого было поручено семьёй Каносса известному архитектору эпохи итальянского Возрождения Микеле Санмикели. Дворец построен в 1532 году (несколько ранее архитектор построил в этом городе Палаццо Бевилаква).

## История
Семья Каносса поселилась в Вероне в начале XV века, её члены были на службе у герцогов Д’Эсте и Сфорца, а затем служили Венецианской республике. Документы показывают, что в 1414 году Симоне Каносса приобрёл владения в Греццано-ди-Вильяфранка и что в 1432 году Сиджизмондо Малатеста наделил его титулом графа замка Каносса и имений Греццано. Его потомки (сын Баккарино, племянники Галеаццо и Бартоломео) занялись обустройством земли, на которой позднее будет построен городской дворец.
Среди наиболее известных представителей семьи был епископ Людовико ди Каносса, друг епископа Вероны Джан Маттео Джиберти и писателей-гуманистов Бальдассарре Кастильоне и Пьетро Бембо; он был также нунцием папы Льва X при короле Франции, а затем послом последнего в Венецианской республике. Епископ помогал своим племянникам в строительстве дворца, а также семейной виллы в Греццано, поручив проектирование здания самому известному веронскому архитектору Микеле Санмикели.
На протяжении веков резиденция семьи Каносса принимала королей и императоров. Наполеон Бонапарт останавливался здесь в 1797 и 1805 годах, затем австрийский император Франц II, чья жена Мария Людовика умерла от туберкулёза во дворце 7 апреля 1816 года. В Палаццо Каносса гостил российский император Александр I по случаю Веронского конгресса в 1822 году. После того, как Ломбардско-Венецианское королевство стало вассалом Австрийской империи, здание снова могло принимать правителей рода Габсбургов: австрийского императора Фердинанда I с императрицей Марией-Анной в 1838 году и императора Франца Иосифа I в 1851 году.

## Архитектура

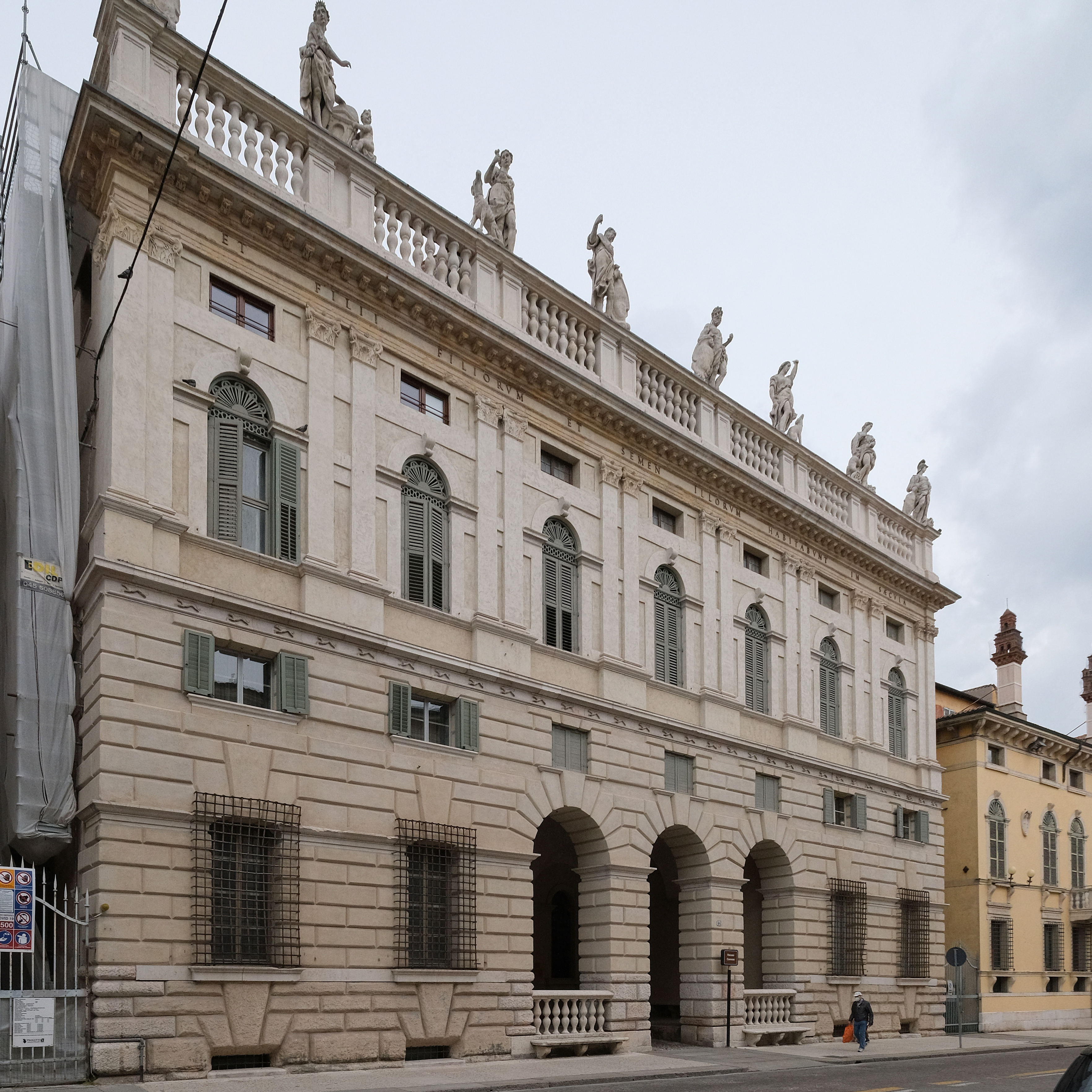
Палаццо Каносса. Фасад. 1532

Проект Микеле Санмикели для Палаццо Каносса во многом дополняет его концепцию оформления фасада Палаццо Бевилаква, расположенного вдоль той же улицы. Здания, таким образом, вместе обретают общую художественную ценность. Веронский архитектор попытался связать монументальный фасад здания с древнеримскими памятниками: силуэтом Порта-Борсари, расположенного ближе к центру города, и арки Гави в направлении городской окраины. Этот факт косвенно свидетельствует о желании Санмикели реорганизовать этот городской район вдоль древнего маршрута Виа Постумия, оживив эту часть города и придав дороге архитектурно оформленный вид. Таким образом, наличие двух новых зданий стало точкой отсчёта для тех, которые будут позднее возведены вдоль Корсо Кавур. Эта идея характерна для градостроительной культуры эпохи итальянского Возрождения.
Первый этаж Палаццо Каносса, оформленный рустом, напоминает «сельские дома» Джулио Романо, верхний ярус римского театра в Вероне и арки Арены ди Верона. Первый этаж палаццо контрастирует с «благородным этажом» (piano nobile), решённым более классично, с мерным шагом сдвоенных пилястр, которые отмечают вертикальный ритм, нарушенный антресольными окнами. Этот контраст между вертикальной и горизонтальной направленности в целом выглядит хорошо уравновешенным. «Ритм фасада становится несколько проще, сдержаннее, линейнее по своему рисунку».
Для украшения интерьеров своего дворца семья Каносса приглашала главных городских художников, в том числе Паоло Веронезе, Баттисту дель Моро и Бернардино Индиа. В залах палаццо находились античные статуи и картины известных итальянских живописцев. Потолочная фреска Джанбаттисты Тьеполо в Большом зале, изображающая Апофеоз Геракла, была уничтожена во время Второй мировой войны.